# Томази ди Лампедуза, Джузеппе
Джузе́ппе Тома́зи ди Лампеду́за (итал. Giuseppe Tomasi di Lampedusa; 23 декабря 1896, Палермо — 23 июля 1957, Рим) — итальянский аристократ (12-й герцог Пальмский, 11-й князь Лампедузский, гранд Испании) и писатель, известный благодаря своему единственному социально-психологическому роману «Леопард» (Il Gattopardo), опубликованному после смерти и удостоенному в 1959 году премии Стрега. По мотивам романа в 1963 году Лукино Висконти поставил одноимённый фильм. В честь писателя назван астероид главного пояса 14846 Лампедуза, открытый в 1989 году.

## Биография
По отцу Джузеппе Томази был последним потомком аристократического рода, который, по мнению некоторых биографов, восходил ещё к Византийской империи. Сын Джулио Томази ди Лампедуза и Беатриче Мастроджованни Таска Филанджери ди Куто; княжеский титул получил после кончины отца в 1934 году, до того носил титул герцога ди Пальма.
Будущий писатель родился в Палермо, получив воспитание, типичное для отпрыска аристократического семейства. В 1915 году поступил на юридический факультет Римского университета, однако в сентябре 1917 года был призван в армию и отправлен на фронт. Уже в октябре он попал в плен, пытался бежать из лагеря военнопленных, но был пойман. Второй побег, предпринятый в 1918 году, оказался успешным. В Италии Лампедуза вновь вернулся к занятиям, сдал всего один экзамен, после чего решил больше в Римский университет не возвращаться. В 1920 году записался в Генуэзский университет, но ушёл и из него. Уже в 1942 году сорокапятилетний князь поступил на филологический факультет Университета Палермо, но быстро обнаружил, что ничего не может добавить к своим познаниям. Уже к 20 годам он владел английским, французским и немецким языками, а степень его гуманитарных познаний и эрудиция столь поражали окружающих, что кузены прозвали его «Монстром»; к этому прозвищу Лампедуза относился серьёзно и подписывался им в письмах и поздравлениях. В Генуе в 1926—1927 годах Лампедуза дебютировал в амплуа литературного критика, опубликовав в журнале Le opere e i giorni три статьи, посвящённые европейской поэзии. Ещё в 1922—1924 годах он опубликовал 24 коротких статьи в палермской газете «Иль джорнале ди Сичилиа» под псевдонимом Джузеппе Ароматизи.

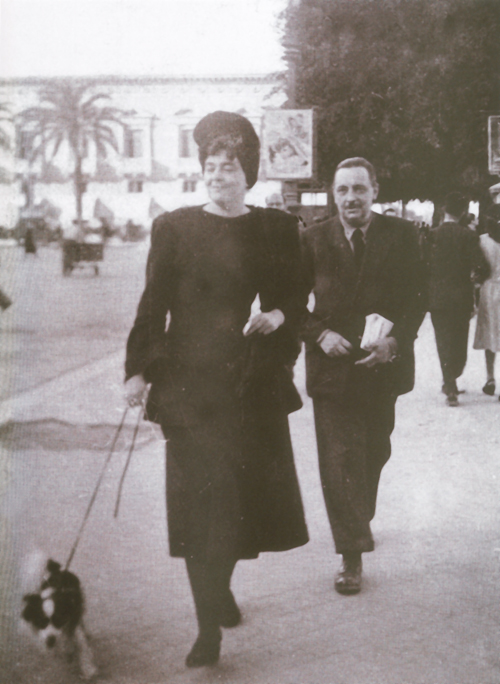
Александра и Джузеппе Томази ди Лампедуза в Палермо. Фото 1930-х годов

Лампедуза благодаря семейному состоянию был избавлен от необходимости зарабатывать и вёл жизнь аристократа, любил путешествовать и подолгу жил в Англии, Германии, Австрии, Франции.
В 1925 году он познакомился с баронессой Александрой Борисовной фон Вольф (1894—1982), уроженкой Санкт-Петербурга, и ездил к ней в родовое поместье Стамериене в 1927 и 1931 годах. В 1932 году обвенчался с Александрой Борисовной фон Вольф в Риге в православном Благовещенском храме. Латвийский кинодокументалист Г. Пиесис установил некоторые подробности, в частности, в книге церковной записи Лампедуза зафиксирован как Иосиф Юльевич.
В 1940 году супруги переехали в Палермо. После того как муссолиниевская Италия объявила войну Великобритании и Франции, Лампедуза вновь был призван в армию, службу проходил в родном Палермо и в Трапани. Вскоре он был демобилизован по состоянию здоровья и вернулся к привычному образу жизни. В 1944—1947 годах князь возглавлял сицилийский Красный крест. С этого времени он всё больше времени посвящал литературе; по вечерам супруги Лампедуза читали вслух на пяти языках. Его главным собеседником стал двоюродный брат — барон Лучо Пиколо ди Калановелла, — а поскольку он жил в Капо-д’Орландо, в 1953 году Лампедуза предложил палермскому студенту Франческо Орландо брать у него бесплатные уроки английского языка и литературы. В своих воспоминаниях Орландо объяснял этот шаг желанием князя вырваться из интеллектуального одиночества; со временем возник круг студентов.
В 1954 году Лучо Пиколо опубликовал за свой счёт стихотворный сборник, отправив его Э. Монтале. Монтале предложил ему участвовать в литературной встрече в Сан-Пеллегрино-Терме, в эту поездку он взял кузена — Лампедузу. Принято считать, что общение с литераторами стимулировало собственное творчество князя — выяснилось, что сицилийский затворник ни в чём не уступал им по эрудиции и способностям. В конце 1954 года Джузеппе Томази взялся за написание собственного романа.

## «Леопард»: до и после

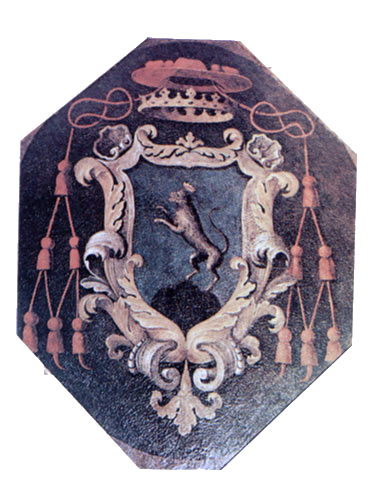
Герб рода Лампедуза, геральдический зверь дал имя роману

Первоначальный замысел был скромен: рассказ «Один день из жизни сицилийца» — собственного прадеда — в день высадки Гарибальди. Однако вскоре замысел расширился, и автор упоминал о «цикле новелл», и пессимистически сообщал близким, что «Улисса» написать не в состоянии (князь был одним из первых поклонников Джойса в Италии). Критики отмечали, что роман — не исторический, а психологический, который Лампедуза писал для себя, прощаясь с миром. К тому времени он тяжело болел — рак лёгких, — не было у него и потомства. Пасынок князя — Джоаккино Ланца Томази (кузен, усыновлённый незадолго до смерти), — в предисловии к собранию сочинений Лампедузы цитировал завещание:

«Я хочу, чтобы сделано было всё возможное для публикации „Леопарда“ (надлежащая рукопись содержится в единой тетради большого формата); разумеется, это не означает, что книга должна быть издана за счёт моих наследников, — я считал бы это большим унижением».
Рукопись была отвергнута двумя издателями и вышла в свет 11 ноября 1958 года в издательстве «Фельтринелли». В следующем году роман был удостоен престижной премии Стрега, две статьи посвятил ему Луи Арагон.

## Литературное наследие
После публикации «Леопарда», в 1960—80-е годы началось обнародование и других сочинений Джузеппе Томази ди Лампедузы: сборника «Рассказы» («Racconti», 1961), в том числе рассказа «Лигея» («Ligheia», он же — «Профессор и сирена», «La Sirena»), статей и эссе, обнаруженных среди рукописей писателя: «Лекции о Стендале» («Lezioni su Stendhal», 1977), «Введение во французскую словесность XVI века» («Invito alle Lettere francesi del Cinquecento», 1979), «Английская литература. От истоков до XVIII века» («Letteratura inglese. Dalle origini al Settecento», 1989). Лекции по литературе были написаны для занятий с Франческо Орландо, и каждая из них представляла собой глубокое литературоведческое исследование.

## Издания на русском языке
- Томази ди Лампедуза, Джузеппе. Леопард / Пер. с ит. Г. С. Брейтбурда. — М.: Иностранная литература, 1961. — 264 с.
- Джузеппе Томази ди Лампедуза. Профессор и сирена (рассказ) / Пер. Н. Н. // Парус. Сборник литературно-художественных и публицистических произведений. Вып. 3. — М.: Молодая гвардия, 1982. — С. 179—194.
- Лампедуза, Томази Дж. ди. Гепард: Роман / Пер. с ит. Е. Дмитриевой; предисл. Е. Солоновича. — М.: Иностранка, 2006. — 335 с. (The Best of Иностранка). ISBN 5-94145-412-0